# Андрей Левицки
Андрей Юриевич Нечаев е украински рускоезичен сценарист на компютърни игри и писател на произведения в жанра научна фантастика. Пише под псевдонима Андрей Левицки и под съвместния псевдоним Иля Новак.

## Биография и творчество
Андрей Нечаев е роден на 16 април 1971 г. в Киев, УССР, СССР. Голяма част от детството му преминава в Чернобил, където живее неговата баба. Завършва филология в Киевския университет. След дипломирането си работи като барман, експедитор и води собствен бизнес.
Участва в развитието на легендарната игра S.T.A.L.K.E.R., а също така създава скриптове за други компютърни игри към компанията „GSC Game World“.
Първият му тращ-разказ „Почти полная тьма. Пришел шаман“ е публикуван през 2002 г. н списание „Порог“.
Първият му роман „Оръжията на Зоната“, с който участва в поредицата научнофантастични романи „S.T.A.L.K.E.R.“ е публикуван през 2008 г. Поредицата романи „S.T.A.L.K.E.R.“ е продължение на основната идея на романа „Пикник край пътя“ на Аркадий и Борис Стругацки и сюжета на популярната компютърна игра.
Става един от водещите автори в поредицата и привлича и други писатели като Алексей Бобл, Лев Жаков, Виктор Ночин и Александър Шакилов, художника Иван Хивренко.
Андрей Левицки живее със семейството си в село Средногорци в България.

## Произведения

### Самостоятелни романи и повести (частично)
- Кукса. Полночь-Полдень (2000)
- Клинки сверкают ярко (2004) – издаден и като „Высокая магия“, като Иля Новак
- Кукса и солнечная магия (2004)
- Гордость расы (2005) – като Иля Новак
- Демосфера (2006)
- Битва деревьев (2006)
- Магия в крови (2006)
- Некромагия (2006)
- Бешенство небес (2007) – като Иля Новак, с Лев Жаков

### Серия „С.Т.А.Л.К.Е.Р.: Химик и юноша“ (S.T.A.L.K.E.R.: Химик и Пригоршня)
1. Выбор оружия (2008)
Оръжията на Зоната, прев. Васил Стоянов
2. Сердце Зоны (2008)
3. Охотники на мутантов (2009) – с Лев Жаков
4. Змееныш (2009) – с Лев Жаков
5. Сага смерти. Мгла (2009)
6. С.Х.В.А.Т.К.А. (2010)

Романите са част от общата серия „S.T.A.L.K.E.R.“, от която има още над 90 романа от различни автори.

### Серия „Техномъгла“ (Технотьма) – с Алекс Бобъл
1. Кланы Пустоши (2010)
2. Варвары Крыма (2010)
3. Джагер (2013)

### Серия „Нашествие“ (Нашествие)
1. Москва 2016 (2012)
2. Буря миров (2012)

### Серия „С.Е.К.Т.О.Р.“ (S.E.C.T.O.R.)
1. Путь одиночки (2012)
2. Наемники смерти ()
3. Темные тропы ()
4. Дети сектора ()

### Серия „Аномалии“ (Аномалы)
1. Вона Тайны (2012)
2. Тайная книга (2012)

### Сборници
- Книга дракона (2006)
- Петля Мёбиуса (2012)